# 深圳国际交流书院
深圳国际交流书院（英文：Shenzhen College of International Education，缩写：SCIE，中文简称：深国交）, 是一所位于深圳市福田区的英国制国际高中。 

## 校史

### 简介
2003年，学校在深圳市教育局登记成立，是剑桥国际教育考试院在深圳授权的第一所全日制高中学校。校址设在水围村皇岗公园一街18号，也因此得其昵称“水围一中”。2020年6月，学校搬离使用了17年的水围校区，迁至位于安托山六路的新建校区。 

### 校名
2003年立校时称“深圳教育国际交流学院”。2011年改名为“深圳国际交流学院”。2022年更正“学院”尾缀，更名为“深圳国际交流书院”。

## 校园

### 第二代校园

#### 地理位置
学校位于香蜜湖街道香安社区，近安托山地铁站（7号线、2/8号线），距离深圳市中心约9公里。

#### 简介
第二代校园落成于2020年中旬，于次学期启用，建筑用地面积2.18万㎡，建筑面积10万㎡，包括8层的教学楼、13层宿舍楼以及25层教师公寓。

#### 教学区域
首层由两座大门联通外界，教学楼中庭及教学楼-宿舍楼中庭之间设有花园和水系，教学楼的一侧墙壁设有攀岩墙，宿舍楼一侧的基座设有食堂及宿舍入口。
教学区域由以下设施构成，地下层设置体育馆；地面层（GF）设置剧院、戏剧组、咖啡吧、2座篮球场以及体育组办公室；地面层和1层间的夹层（G1F）设置有音乐组办公室及音乐教室；地面层和平台层（1F）之间由两座大阶梯连接，平台层设置足球场、艺术教室、艺术办公室和自习室，也通过一座廊桥连接学生住宿区；教学楼分为A楼和B楼，两栋楼之间由四座廊桥跨层连接，其中位于5F-7F的廊桥中设置有图书馆；A栋2F设有商务经济教室和商务组办公室；3F通常为地理、历史、全球视野教室，以及人文组办公室；4F为计算机科学、数学教室，以及理科组办公室；5F为语言教室（英语、中文、日语、西班牙语、法语）以及语言组办公室；6F为生物教室、办公室和实验室；7F及8F为物理、化学实验室；9F为教职员休息室及健身房；B栋2楼为学校管理层办公室，学生管理部门德育处（PSO）即设在B226；B栋其余楼层与A栋功能相同；两栋楼的楼顶都设有可进入的天台，其中B栋楼顶设有一条50米长的直线跑道。

#### 建筑设计
新校园的特色之一是清水混凝土覆盖的外立面，另一为环穿全校的架空跑道。建筑设计单位为UK Studio，主建筑师李晓东。

#### 命名
学校的设施多采用中英文词汇或典故命名。
| 设施   | 中文名称   | 英文名称        | 英文名称的含义                  |
| ------ | ---------- | --------------- | ------------------------------- |
| 剧院   | 辉光剧院   | Halo Theatre    | 光环                            |
| 体育馆 | 规量体育馆 | Gallant Stadium | 勇敢的                          |
| 教学楼 | A楼        | Auster Building | 北风，意为北楼                  |
| 咖啡吧 | 安·咖啡    | Ann Cafe        | Ann谐音安托山，意在致敬所在社区 |

## 教學體系

### 學制
深国交的学制是四年制，教学介质语言为英语，学校招收G1（9年级）和A1（11年级）的新生，前两年（G1-G2）教授剑桥国际考试局（英语：CAIE或CIE）及爱德思考试局（英语：Edexcel）的国际中学教育普通证书课程（英语：IGCSE），后两年教授普通教育高级程度证书课程（英语：GCE A-Level）。

### 教師
学校目前有183名中外籍教师，1800名学生在读，师生比例为1:10。外籍教师占教师总数的70%，来自包括牙买加，澳大利亚，南非，英国，美国等地。104位中国籍教师拥有硕士学位，27名中国籍老师曾有海外学习经历。

### 学费
深国交的学费显著高于深圳的一般公立学校及其他招收中国学生的国际学校。
2021-2022学年，学校一年学费为23.8万人民币（包含保险费，考试费用，但不包含国际考及游学费用），学费每年有调整，如：2022-2023学年为24.8万人民币，2023-2024学年为25.8万元。
其中不包含住宿費。宿舍分为2人间和4人间。2023-2024学年，4人间的一年住宿费为1.68万元 (不含周末)或1.98万元(含周末)；2人间的为3.36万元 (不含周末)或3.96万元(含周末)。

## 成就及榮譽
学生雅思（IELTS）标准化测试之平均分在中国大陆地区的中学学校中名列第一。